# The Grip of Iron (film 1920)
The Grip of Iron è un film muto del 1920 diretto da Bert Haldane.

## Produzione
Il film fu prodotto dalla Famous Pictures.

## Distribuzione
Distribuito dalla General Film Distributors (GFD), il film uscì nelle sale cinematografiche britanniche nel gennaio 1920